# STS-57
STS-57 e петдесет и шестата мисия на НАСА по програмата Спейс шатъл и четвърти полет на совалката Индевър. Основните задачи на мисията са провеждане на серия от експерименти в областта на медицината и материалознанието в лабораторията „Спейсхеб“ и прибиране на Европейския възвръщаем спътник „Еврика“ (EURECA-1L, от английски: European Retrievable Carrier).

## Екипаж
| Пост                                               | Астронавт                              |
| -------------------------------------------------- | -------------------------------------- |
| Командир                                           | Роналд Грейб четвърти космически полет |
| Пилот                                              | Браян Дъфи втори космически полет      |
| Специалист на мисията 1 командир на полезния товар | Джордж Лоу трети космически полет      |
| Специалист на мисията 2                            | Питър Уайсоф първи космически полет    |
| Специалист на мисията 3                            | Нанси Кюри първи космически полет      |
| Специалист на мисията 4                            | Джанис Вос първи космически полет      |

- Броят на полетите е преди и включително тази мисия.

## Полетът
След няколко отлагания совалката е успешно изстреляна на 21 юни. На третия ден от 10-дневния си полет екипажа на совалката „Индевър“, с помощта на роботизираната ръка на совалката успешно „прибира“ в товарния отсек европейският възвръщаем спътник „Еврика“. Той представлява автономна експериментална платформа (маса 4500 кг), на която са разположени 15 установки за провеждане на повече от 50 експеримента. Поставени са биологични образци, оборудване за растеж на кристали, прибори за наблюдение на слънчева и космическа радиация, детектори за космически прах, телескоп от рентгеновия и гама-диапазона и други. „Пуснат“ е в орбита около 1 година по-рано, по време на мисия STS-46 на совалката Атлантис. При „захващането“ се оказва, че не могат да се приберат антените на спътника. Поради тази причина се извършва излизане в открития космос от астронавтите Джордж Лоу и Питър Уайсоф, които с помощта и на роботизираната ръка на совалката подпомагат прибирането им. Продължителността и е около 5 часа и 50 минути.
През останалото време екипажът провежда експерименти в модула Spacehab в товарния отсек на совалката. Тези включват изучаване на стоежа на тялото, условията вътре в космическия кораб, растежа на кристали, метални сплави, рециклиране на отпадни води и поведението на течности в космоса. Сред експериментите е употреба и предложение за усъвършенстване на оборудване, което може да бъде използвано на бъдещата космическа станция Фрийдъм.
Кацането на „Индевър“ е насрочено първо за 29, а после за 30 юни 1993 г., но е отложено поради лошо време. След 9 денонощия, 23 часа и 45 минути на 1 юли 1993 г. в 12:52 UTC совалката каца на писта 33 на космическия център „Джон Кенеди“.

## Параметри на мисията
- Маса:
  - При кацане: 101 657 кг
  - Маса на полезния товар: 13 074 кг
- Перигей: 402 км
- Апогей: 471 км
- Инклинация: 28,45°
- Орбитален период: 93,3 мин.

### Космически разходки
| № | Участници                 | Начало      | Край        | Продължителност  |
| - | ------------------------- | ----------- | ----------- | ---------------- |
| 1 | Джордж Лоу и Питър Уайсоф | 25 юни 1993 | 25 юни 1993 | 5 часа 50 минути |

## Галерия
- Стартът.
- От друг ъгъл.
- Захващането на „ЕURECA“.
- Друг момент от захващането.
- Астронавтите в открития космос.
- Джанис Вос (ляво), Нанси Кюри и Браян Дъфи работят в модула Спейсхеб.